# Rosier daus Gletons
Rosiers daus Gletons (en francès Rosiers-d'Égletons) és un municipi francès situat al departament de la Corresa i a la regió de la Nova Aquitània (Occitània).

## Demografia
| 1962                                       | 1968 | 1975 | 1982  | 1990  | 1999  | 2007  |
| ------------------------------------------ | ---- | ---- | ----- | ----- | ----- | ----- |
| 906                                        | 912  | 938  | 1.011 | 1.056 | 1.012 | 1.078 |
| Des de 1962: població sense dobles comptes |      |      |       |       |       |       |

## Administració
| Període | Identitat   | Partit |
| ------- | ----------- | ------ |
| 2001-   | Jean Boinet |        |